# Steinreihe von Upper Erme
Die Steinreihe von Upper Erme (auch Stall Moor oder Stall Moor-Green Hill genannt) steht nördlich vom Weiler Harford und von Ivybridge in Devon in England. 
Upper Erme ist mit knapp über 3386 m Länge die längste Steinreihe der Welt. Sie erstreckt sich vom „Kiss-in-the-Ring-Steinkreis“ im Süden, bis zu einem Cairn nahe der Spitze des Green Hill im Norden. Da sie von Wohnplätzen weit entfernt liegt, überlebten etwa 1000 Steine, was etwa die Hälfte der ursprünglichen Anzahl ist. Viele sind unter dem Rasen und Torf begraben. Nahe der Reihe gibt es keine natürlichen Felsvorkommen, so dass die meisten Steine von woanders stammen müssen.
Am Südende beginnt die Reihe am Kiss-in-the-Ring-Steinkreis, der etwa 16,0 m Durchmesser hat. Von hier aus verläuft sie nach Norden, wobei die Steine im Allgemeinen in Abständen von 1,5 bis 2,0 Metern, etwa 0,5 Meter über dem Rasen liegen. Die Steinreihe verläuft über Hügel und durch Täler und überquert mehrere Bäche und zwei Flüsse. Nach etwa einem Kilometer dreht die Reihe nach rechts, bevor sie in das Erme-Valley fällt und den Fluss in die Nähe der bronzezeitlichen Siedlung Erme Pound überquert.
Wahrscheinlich sind die Steine wesentlich größer als der sichtbare Teil. Die gelegentlich umgefallen an der Oberfläche liegenden Steine sind etwa 1,5 Meter lang. Am Gipfel des Green Hill erreicht die Reihe vermutlich die Überreste eines schlecht erhaltenen Cairns, die letzten Steine der Reihe sind unter dem Torf begraben. Der Cairn hat etwa 9,0 m Durchmesser und die übliche Aushöhlung im Zentrum mit ein paar großen Steinblöcken. Von hier ist das südliche Ende der Reihe sichtbar, ebenso die vier Steine der Stalldonreihe.